# Marie-Madeleine Duruflé
Marie-Madeleine Duruflé (Marsella, 8 de mayo de 1921 - Louveciennes,  5 de octubre de 1999) fue una organista de fama mundial.
En general, se la considera la última gran representante de la escuela romántica francesa de organistas, que enfatizó la grandeza elegante, la claridad de textura y la libertad de ritmo. Dio interpretaciones incomparables de obras de organistas franceses, como Charles-Marie Widor, Louis Vierne, Jean Langlais, Marcel Dupré y su esposo Maurice Duruflé.

### Multimedia
- YouTube Marie-Madeleine Chevalier-Duruflé plays the Impromptu op. 54 no 2 by Vierne in Soissons.
- YouTube Marie-Madeleine Chevalier-Duruflé plays the Scherzo op. 2 by Maurice Duruflé at the organ of Studio 104 de la RTF (1972).